# Castalius
A Castalius a valódi lepkék (Glossata) alrendjéhez tartozó boglárkalepkék (Lycaenidae) családjában a boglárka-rokonúak (Polyommatini) nemzetségének egyik neme mindössze öt fajjal. A hasonló megjelenésű, és korábban ebbe a nembe tartozónak vélt afrikai fajokat az ezredfordulón a Tuxentius és Zintha nemekbe sorolták át.

## Származása, elterjedése
Az ebben a nemben meghagyott fajok Dél-Ázsiában (Indiától Malajziáig), valamint a Szunda-szigeteken élnek (egyebek közt Szumátrán, Borneón és Celebeszen).